# Rokpol

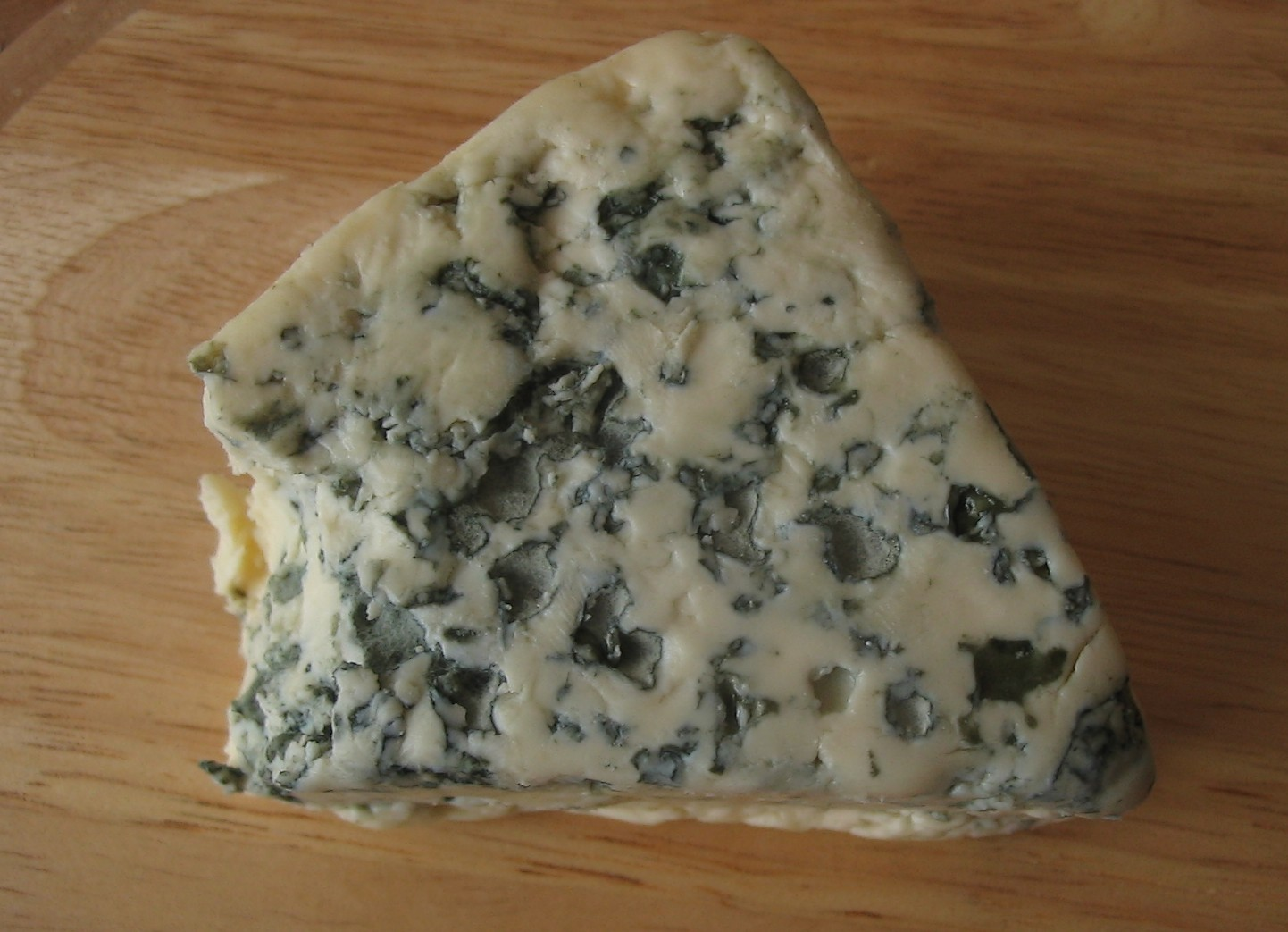
Ser rokpol (lazur błękitny)

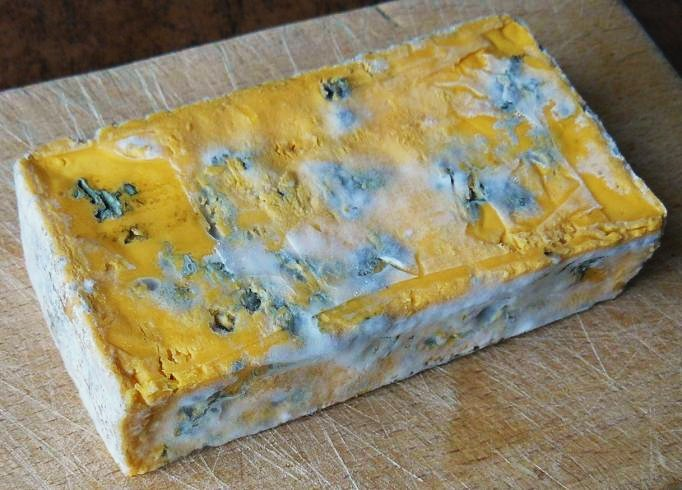
Lazur złocisty

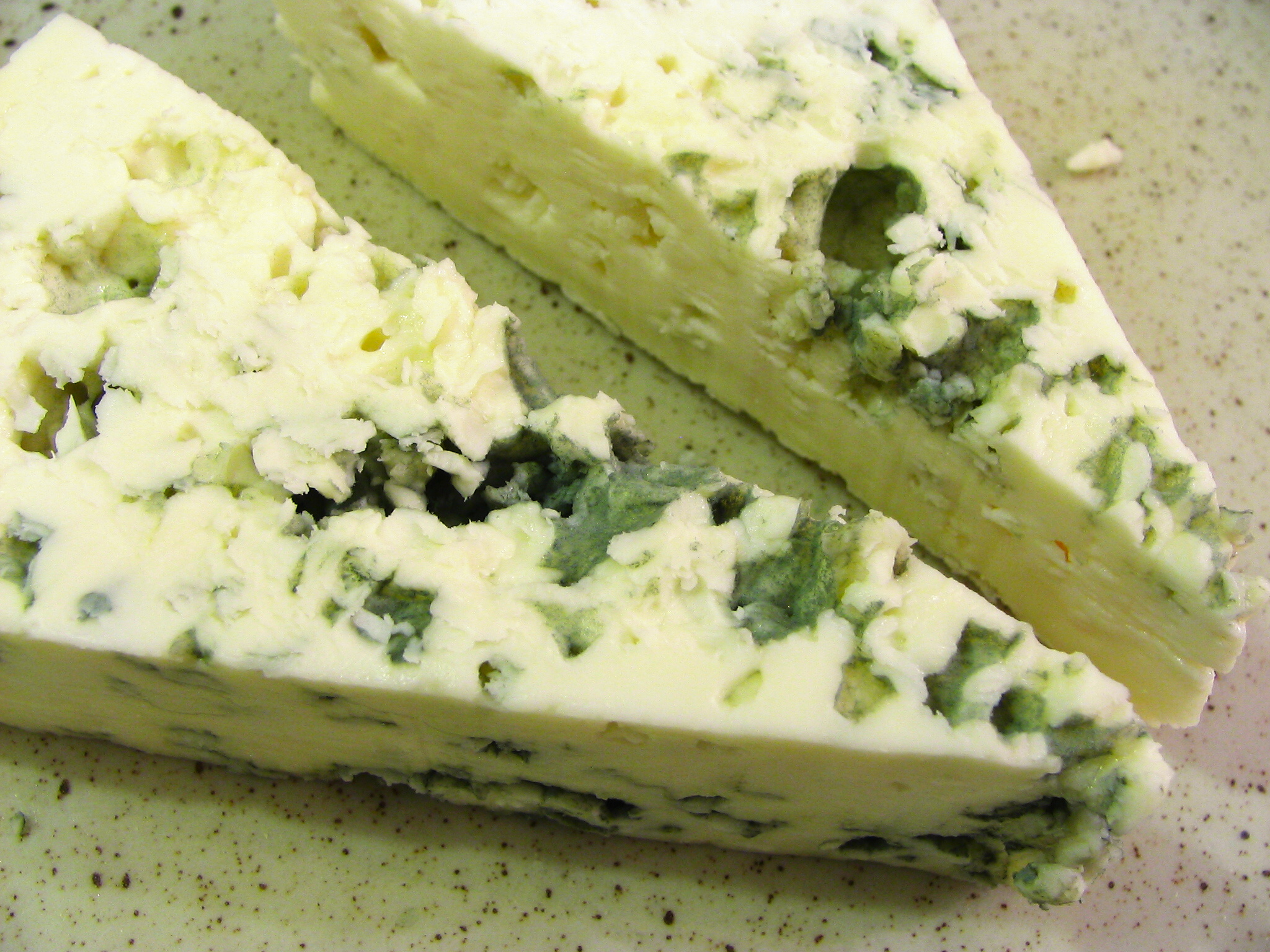
Czeska niva

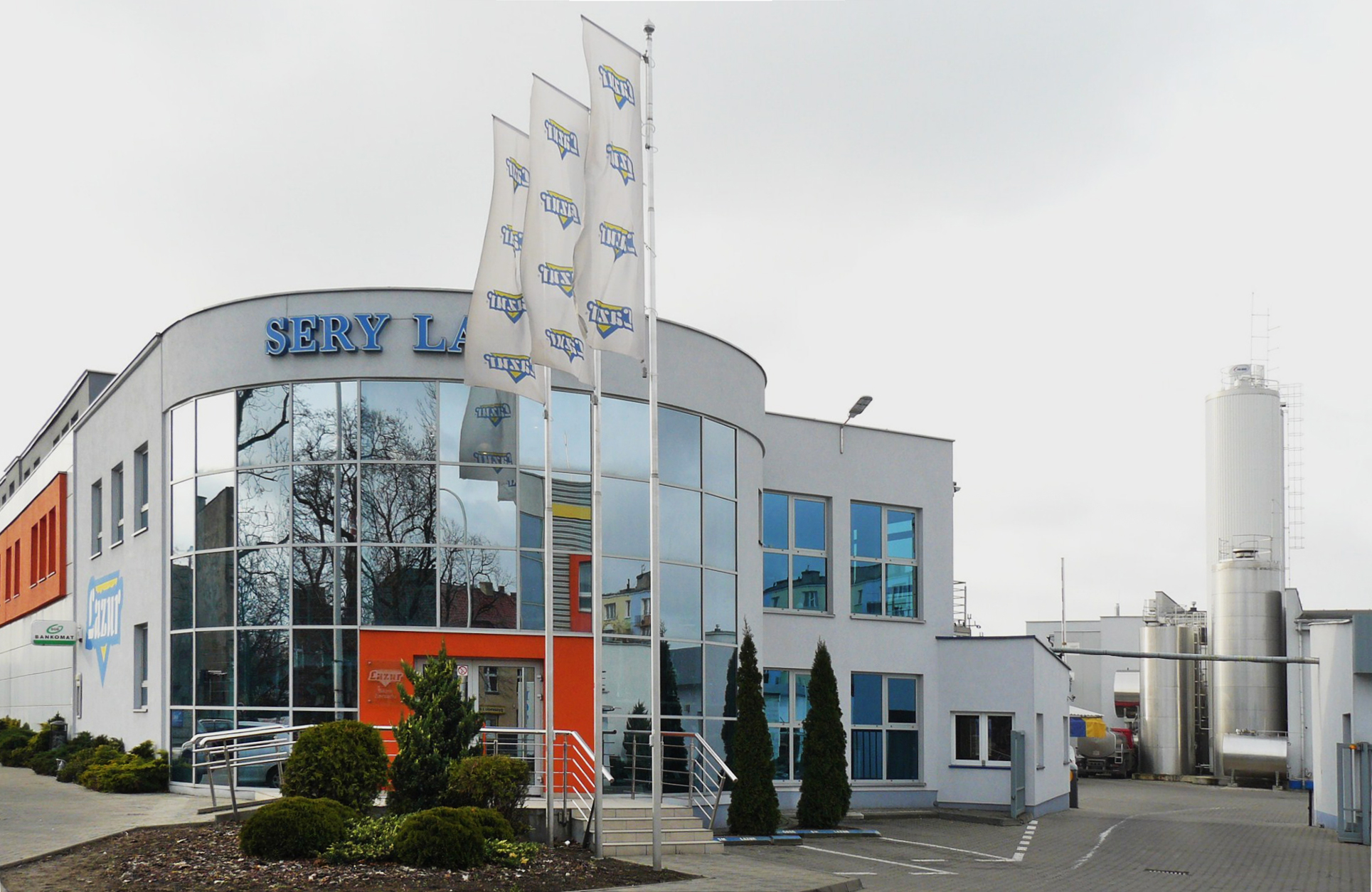
Nowe Skalmierzyce – fabryka serów SM Lazur

Rokpol – polski ser pleśniowy wzorowany na francuskim serze roquefort, w którym charakterystyczny smak i wygląd uzyskiwany jest dzięki pędzlakom. W przeciwieństwie do pierwowzoru (oryginalny ser roquefort jest serem owczym), rokpol może być robiony na bazie mleka krowiego.

## Nazwa i charakter
Ser zawdzięcza swą nazwę handlową barwie szlachetnej pleśni Penicillium roqueforti, która głęboko przerasta miąższ w postaci żyłek i kieszonek. Ser w procesie dojrzewania (po zaszczepieniu pleśnią) jest głęboko nakłuwany, celem zapewnienia pleśni właściwego dopływu powietrza. Dojrzewanie trwa kilka tygodni.

## Wartości odżywcze
Główne składniki energetyczne to tłuszcze (30,6%) i białka (22,6%), a 41,3% stanowi woda. Ilość węglowodanów jest natomiast niska – 0,1%. Zawiera bardzo duże ilości sodu oraz dużo cynku, jodu, fosforu i wapnia. Znajduje się w nim znaczna ilość witaminy A, β-karotenu (3,91 ppm), retinolu (4,56 ppm) i witamin z grupy B. Z nasyconych kwasów tłuszczowych najwięcej zawiera kwasu palmitynowego (7,52%) oraz po 3,24% kwasu mirystynowego i stearynowego. Jednonienasycone kwasy tłuszczowe są w zdecydowanej części reprezentowane przez kwas oleinowy (8,04%).
| Skład aminokwasowy białka | Skład aminokwasowy białka |
| Aminokwas                 | Zawartość (w 100 g)       |
| ------------------------- | ------------------------- |
| izoleucyna                | 1007 mg                   |
| leucyna                   | 1838 mg                   |
| lizyna                    | 1658 mg                   |
| metionina                 | 528 mg                    |
| cystyna                   | 126 mg                    |
| fenyloalanina             | 1120 mg                   |
| tyrozyna                  | 1316 mg                   |
| treonina                  | 834 mg                    |
| tryptofan                 | 326 mg                    |
| walina                    | 1431 mg                   |
| arginina                  | 714 mg                    |
| histydyna                 | 605 mg                    |
| alanina                   | 649 mg                    |
| kwas asparaginowy         | 1496 mg                   |
| kwas glutaminowy          | 4985 mg                   |
| glicyna                   | 415 mg                    |
| prolina                   | 2313 mg                   |
| seryna                    | 1240 mg                   |

## Producenci sera Rokpol
- Spółdzielnia Mleczarska KaMos w Kamiennej Górze, początek produkcji: 1954 r. (pod nazwą Roquefort), w 1965 r. zmieniono nazwę na Rokpol[3].
- Spółdzielnia mleczarska w Nowych Skalmierzycach, początek produkcji: 1959 r. W 1998 r. produkowany przez tę spółdzielnię ser otrzymał nazwę handlową Lazur (tę nazwę przyjęła także spółdzielnia)[4].
- Przedsiębiorstwo Produkcyjno-Handlowo-Usługowe KRZYŚ Aleksander Piętoń w Wilkanowie.

## Sugestie
Ser może być spożywany bezpośrednio, bądź jako charakterystyczny składnik sosów do potraw.